# 生物圈
生物系统层级关系：生物圈 > 生态系统 > 群落 >  > 个体

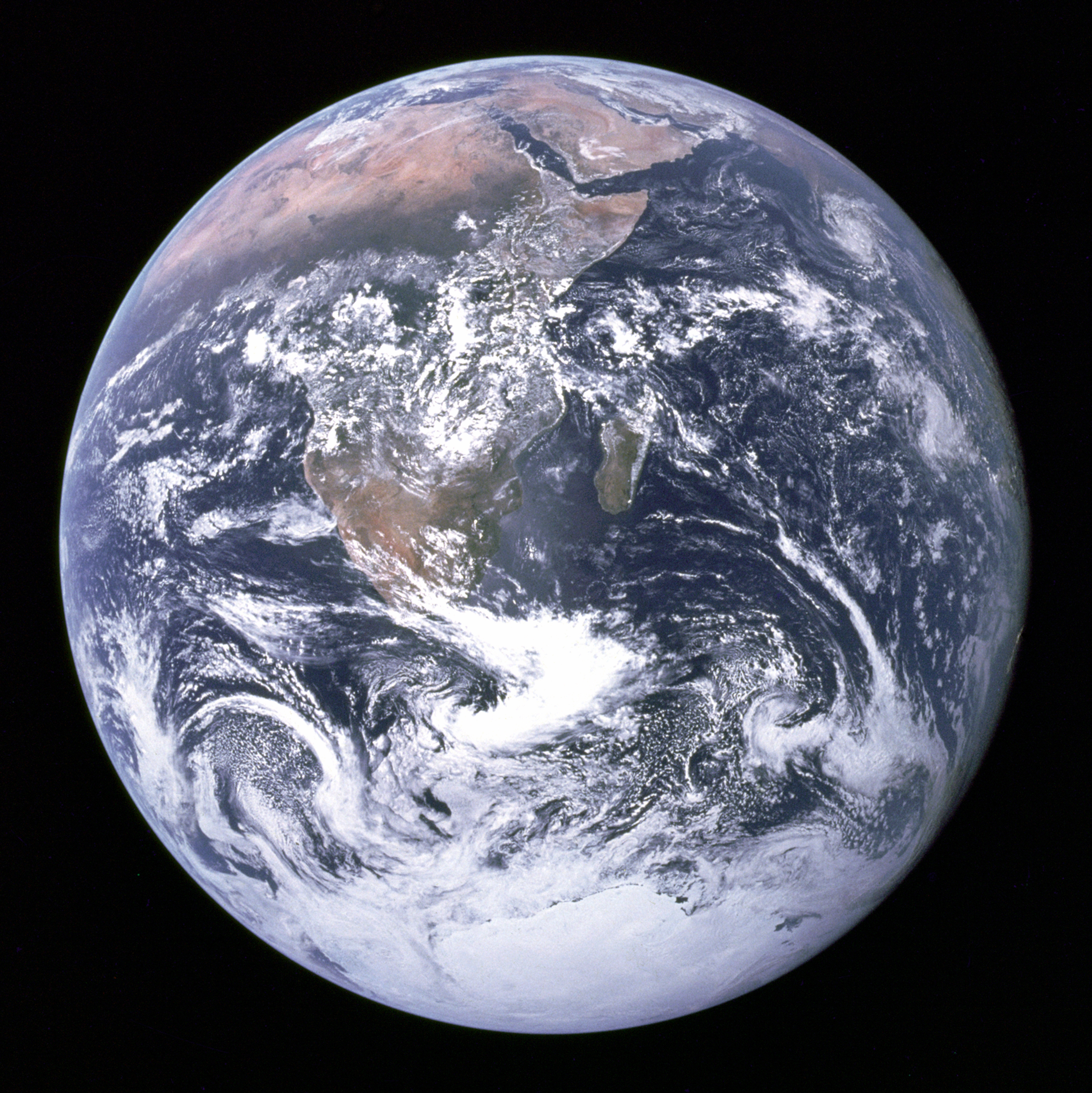
生物圈是所有生態系統的總和。

生物圈（Biosphere）是指地球上所有生態系的統合整體，是地球的一个外层圈，其範圍為海平面上下垂直各約10公里(共约20公里)。它包括地球上有生命存在和由生命过程变化和转变的空气、陆地、岩石圈和水。从地质学的广义角度上来看生物圈是结合所有生物以及它们之间的关系的全球性的生态系统，包括生物与岩石圈、水圈和空气的相互作用。生物圈是一個封閉且能自我調控的系統。地球目前是整个宇宙中唯一已知的有生物生存的地方。一般认为生物圈是从35亿年前生命起源后演化而来的。
簡單來說地球上所有的生物體和賴以生存的環境，合稱生物圈。

## 词源和使用

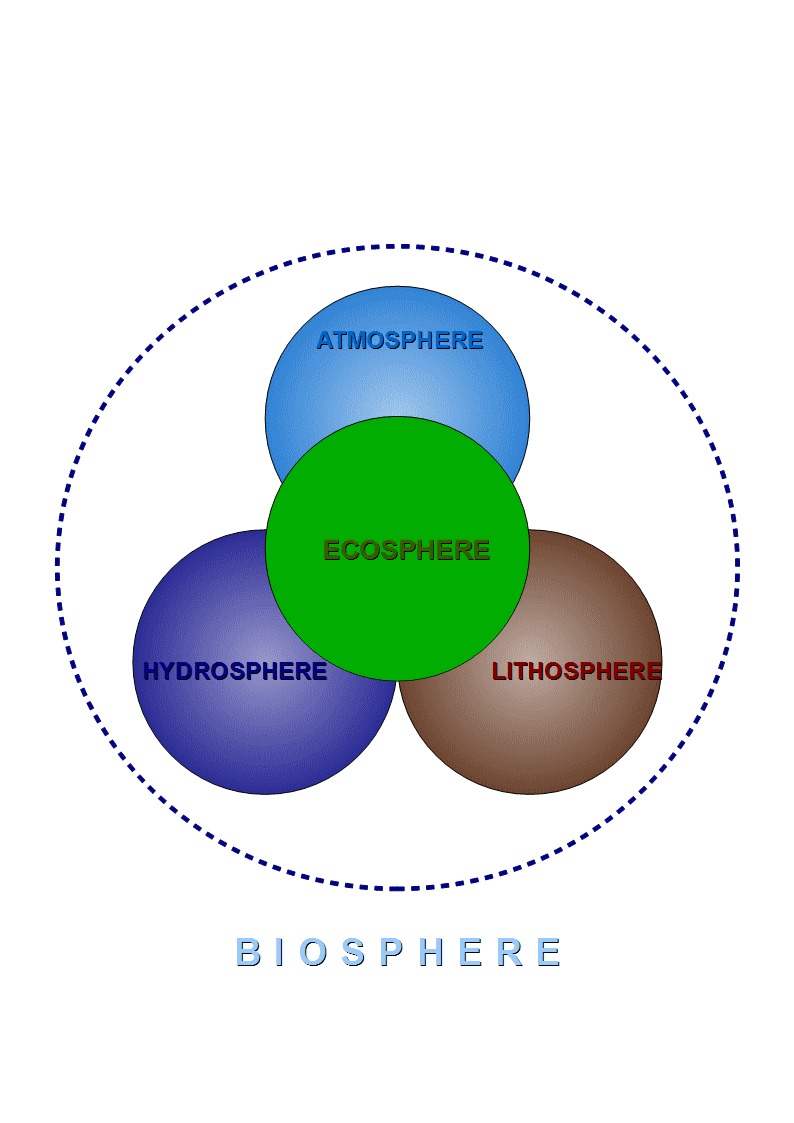
生物圈包含：大氣圈、水圈、岩石圈與生態圈。

地质学家爱德华·修斯于1875年最早使用了“生物圈”（biosphere）一词，并将其定义为“地球表面生命居住的地方”。该词汇最初是地质学词语，用以显示达尔文和马修·方丹·莫里的理论对地球科学的影响。1920年代，生物圈一词获得其生态意义。1935年生态系统这个词被引入。弗拉基米爾·伊萬諾維奇·維爾納茨基将生态学定义为研究生物圈的科学。如今，生物圈的概念集合了天文学、地质物理学、气象学、生物地理学、演化论、地质学、地质化学、水文学等多项科学，可以说它集合了所有与地球和生命有关的科学。

### 狭义定义
一些生物学家和地质学家使用生物圈这个词时使用一个比较狭义的定义。比如地质化学家将生物圈定义为所有生物的总和。「人為定義，隨著人的發現改變」这个定义将生物圈定义为地球的四个圈（另三个为大气圈、水圈和岩石圈）之一，通常认为该圈位于大气圈底部、水圈全部和岩石圈上部。这个狭义的定义是现代科学的专业化导致的。有些科学家更喜欢使用1960年代出现的“生态圈”这个词来代表这个狭义的定义。

### 廣義定義
另外的一些學者則採取廣義的生物圈定義：任何包含多個生態系，形成封閉而能自我調控的系統總稱
。
例如：1990年代的生物圈計畫“生物圈二號”和外太空中的某些具生物的星球，即被部份學者視為是一個生物圈。

### 生物環境和小生境
生長環境和小生境是地球生物圈的更小單位。生長環境是植物和動物生長的自然去處。例如，洞穴、山和海洋。在身長環境裡還有小生境。活物在小生境的生物圈內佔據地盤。

## 地球生物圈
地球生物圈的範圍是陸域環境、淡鹹水區、低層大氣。

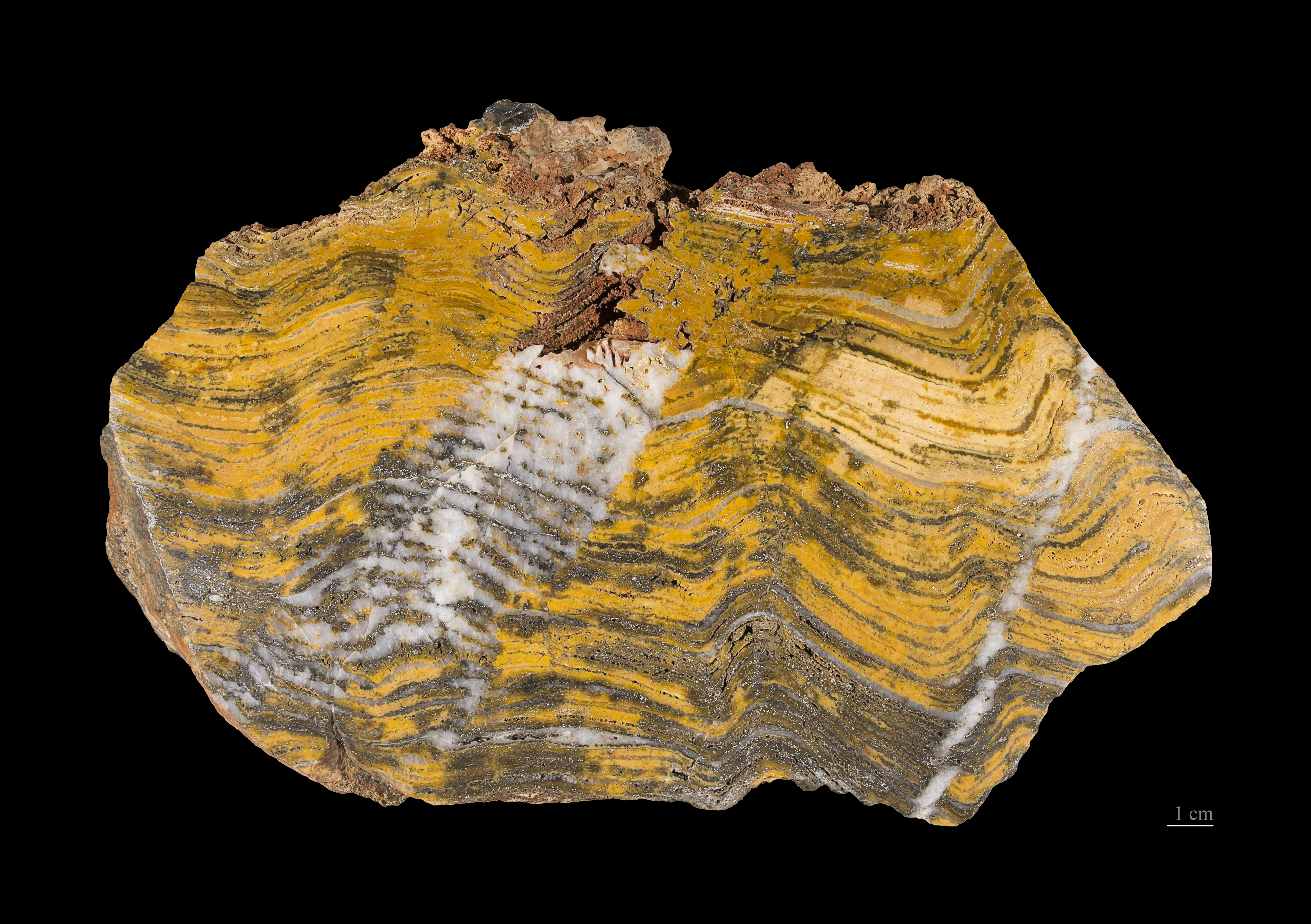
距今大约32-36亿年的化石

垂直上下各約10公里，共20公里。

### 历史
地球生命的早期证据包括在格陵兰岛发现的，包含有生物活动痕迹的石墨，这个样本距今大约37亿年。此外，人们还在澳大利亚西部34.8亿年历史的砂岩中发现了微生物席化石。最近，在2015年，在澳大利亚西部发现了距今41亿年的“生命遗迹”。2017年，科学家宣布在加拿大魁北克省 Nuvvuagittuq 的海底热泉喷口沉积物中发现了疑似微体化石，其年龄达到42.8亿年，堪称地球上最古老的生命记录，这表明，地球在44亿年前形成海洋之后 “几乎瞬间就出现了生命”。生物学家 Stephen Blair Hedges 认为，“如果地球上的生命出现的如此之快，那么生命在宇宙中的分布或许十分常见。”

### 范围

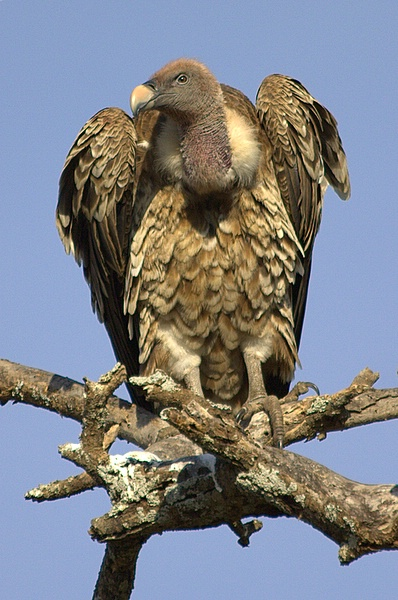
黑白兀鹫

地球的每个部分，从极地冰盖到赤道，每一处都遍布着生命的痕迹。最近的微生物研究发现，在地球的地层以下也有生物的存在，并且生存在这“非宜居区域”微生物形式的生物量可能超过了地球表面动物与植物的总和。地球生物圈的实际厚度难以估计。许多鸟类可以飞行至1800米的高空，而鱼类可以遨游在8372米下的深海。
并且我们还发现了许多更为极端的案例，黑白兀鹫可以飞上高达11000米的平流层；斑头雁迁徙飞行时的高度达到8300米；牦牛生活在海拔5400米的高原；雪羊生活在3050米的高山。这些居住在高海拔地区的生物依赖地衣、草本生存。

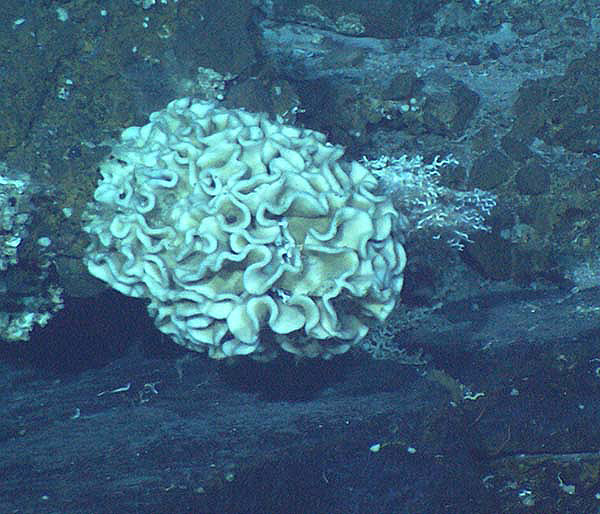
生活在加拉帕戈斯海底热泉附近的嗜压原生动物 xenophyophore

在地球生物圈的每个角落我们都能发现各种生命形式。在土壤、热泉、地表19000米下的岩石、海洋的最深处、64000米的高层大气中，我们都发现了生命的存在。在实验环境中，微生物甚至可以在外太空的真空环境存活。土壤以及地表以下的细菌的总碳质量大约为 5 × 1017 g，大概相当于一个英国的重量。原核生物（包括细菌和古菌）的总碳质量可能高达0.8万亿吨（生物圈总碳质量估计在1-4万亿吨之间）。人们在深达10000多米的马里亚纳海沟中发现了适应高压环境的微生物（耐压生物）的存在，事实上，在深度11000米的挑战者深渊中也发现了有单细胞生命的活动痕迹。其它研究指出，微生物能够在美国西北部2590米的海床以下580米的岩石中兴盛繁衍。在瑞典，科学家从钻入地壳5000多米的岩芯中提取到了可培养的嗜热微生物，此处岩石温度在65-75°C。地底温度会随着进入地壳深度的增加而上升，温度上升的趋势取决于许多因素，包括地壳类型（大陆/海洋）、岩石类型、地理位置等。已知微生物生命可以在最高122°C的温度中生存（Methanopyrus kandleri Strain 116），“深层生物圈” 的生命极限很可能是由温度而不是绝对深度来定义的。2014年8月20日，科学家证实了南极洲冰层下800米有微生物的存在。 正如一位研究者所说：“你可以在任何地方找到微生物，它们对环境的适应性极强，无论在哪里都能生存”。

### 年度变化

陆地植被：棕色（低植被密度），深绿色（高植被密度）；海洋浮游植物：紫色（低密度），黄色（高密度）。

## 人造生物圈
人们在实验环境中制造了一些生物圈，它们也被称为是封闭的生态系统。这些人造生物圈被用于研究生态系统的演变以及地外生命的可能性。这些生物圈包括：
- 位于美国亚利桑那州的生物圈二号，占地面积13000m2
- 苏联时期在西伯利亚克拉斯诺亚尔斯克的生物物理学学会建造的BIOS-1、BIOS-2和BIOS-3[26]
- 在日本进行的生物圈-J（CEEF, Closed Ecology Experiment Facilities）实验[27][28]
- 在巴塞罗那自治大学进行的微生态生命支持系统替代方案（MELiSSA）实验

## 地外生物圈
目前人类还未发现有地外生命存在的痕迹，所以关于地外生物圈的学说还处于猜想阶段。地球殊异假说认为，类似地球的环境是十分罕见的，可能在大多数存在生命的地外星球中，其中的生命也只能以微生物的形式存在。相反，地球相似理论（Earth analog）则认为，宇宙中应该存在大量与地球类似的地外行星，因为毕竟地外行星的数目十分巨大。TRAPPIST-1星系中可能存在有三颗与地球类似的行星，它们之中或许存在生物圈。我们对于生命的起源尚未有完整的认识，所以还不清楚在地外行星中到底有多大一部分发展出了实际的生物圈。
根据开普勒太空望远镜的观测结果，科学家推算，如果生命的发生概率大于千分之一，那么距离地球最近的地外生物圈可能在100光年以内。
将来人类也可能在外星球建立人造生物圈，例如火星地球化构想。